# Список эпизодов телесериала «Переростки»
Переростки (англ. The Inbetweeners) — британский молодёжный телесериал. С 2008 года выпущено три сезона (третий — заключительный). Было объявлено о выходе двух специальных эпизодов 3-го сезона, которые завершат сюжетную линию и сериал.

## Сезоны и серии

### Сезон 1
| # | № | Эпизод          | Дата выхода | Описание серии |
| - | - | --------------- | ----------- | -------------- |
| 1 | 1 | «The First Day» | 1 мая 2008  |                |
| 2 | 2 | «Bunk Off»      | 1 мая 2008  |                |
| 3 | 3 | «Thorpe Park»   | 8 мая 2008  |                |
| 4 | 4 | «Girlfriend»    | 15 мая 2008 |                |
| 5 | 5 | «Caravan Club»  | 22 мая 2008 |                |
| 6 | 6 | «Xmas Party»    | 29 мая 2008 |                |

### Сезон 2
| #  | № | Эпизод                         | Дата выхода    | Описание серии |
| -- | - | ------------------------------ | -------------- | -------------- |
| 7  | 1 | «The Field Trip»               | 2 апреля 2009  |                |
| 8  | 2 | «Work Experience»              | 9 апреля 2009  |                |
| 9  | 3 | «Will’s Birthday»              | 16 апреля 2009 |                |
| 10 | 4 | «A Night Out in London»        | 23 апреля 2009 |                |
| 11 | 5 | «The Duke of Edinburgh Awards» | 30 апреля 2009 |                |
| 12 | 6 | «Exam Time»                    | 7 мая 2009     |                |

### Сезон 3
| #  | № | Эпизод                       | Дата выхода      | Описание серии |
| -- | - | ---------------------------- | ---------------- | -------------- |
| 13 | 1 | «The Fashion Show»           | 13 сентября 2010 |                |
| 14 | 2 | «The Gig and the Girlfriend» | 20 сентября 2010 |                |
| 15 | 3 | «Will’s Dilemma»             | 27 сентября 2010 |                |
| 16 | 4 | «The Trip to Warwick»        | 4 октября 2010   |                |
| 17 | 5 | «Home Alone»                 | 11 октября 2010  |                |
| 18 | 6 | «The Camping Trip»           | 18 октября 2010  |                |